# Wilhelm Gräbhein (Maler)

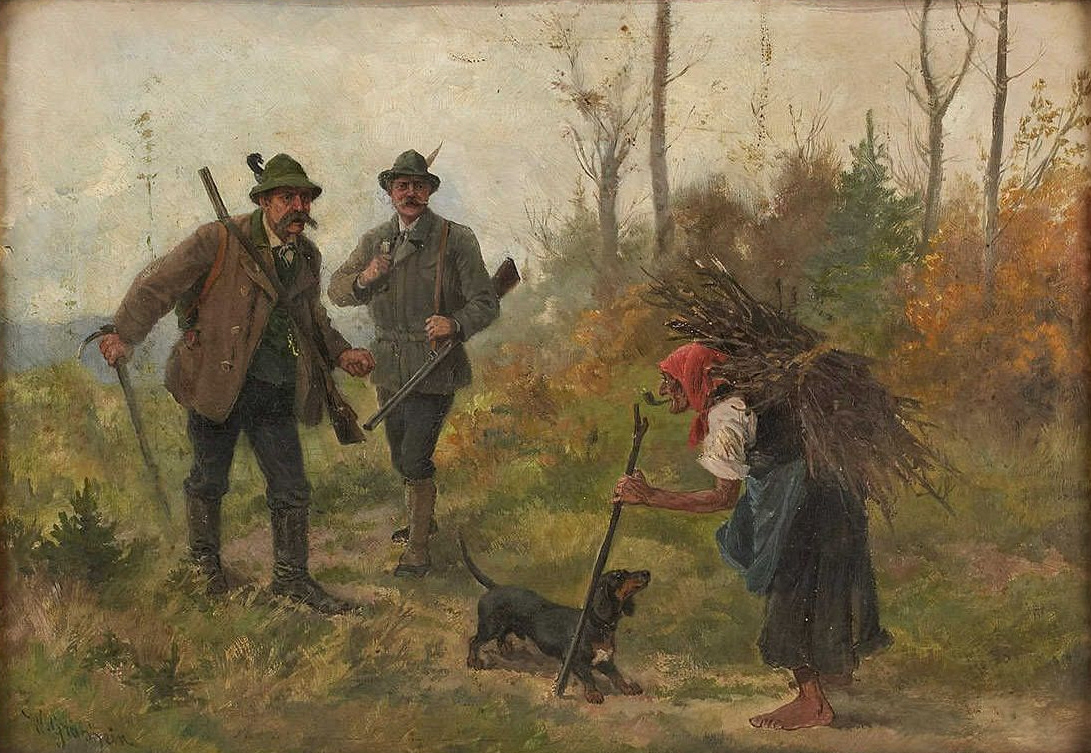
Jäger und Reisigsammlerin

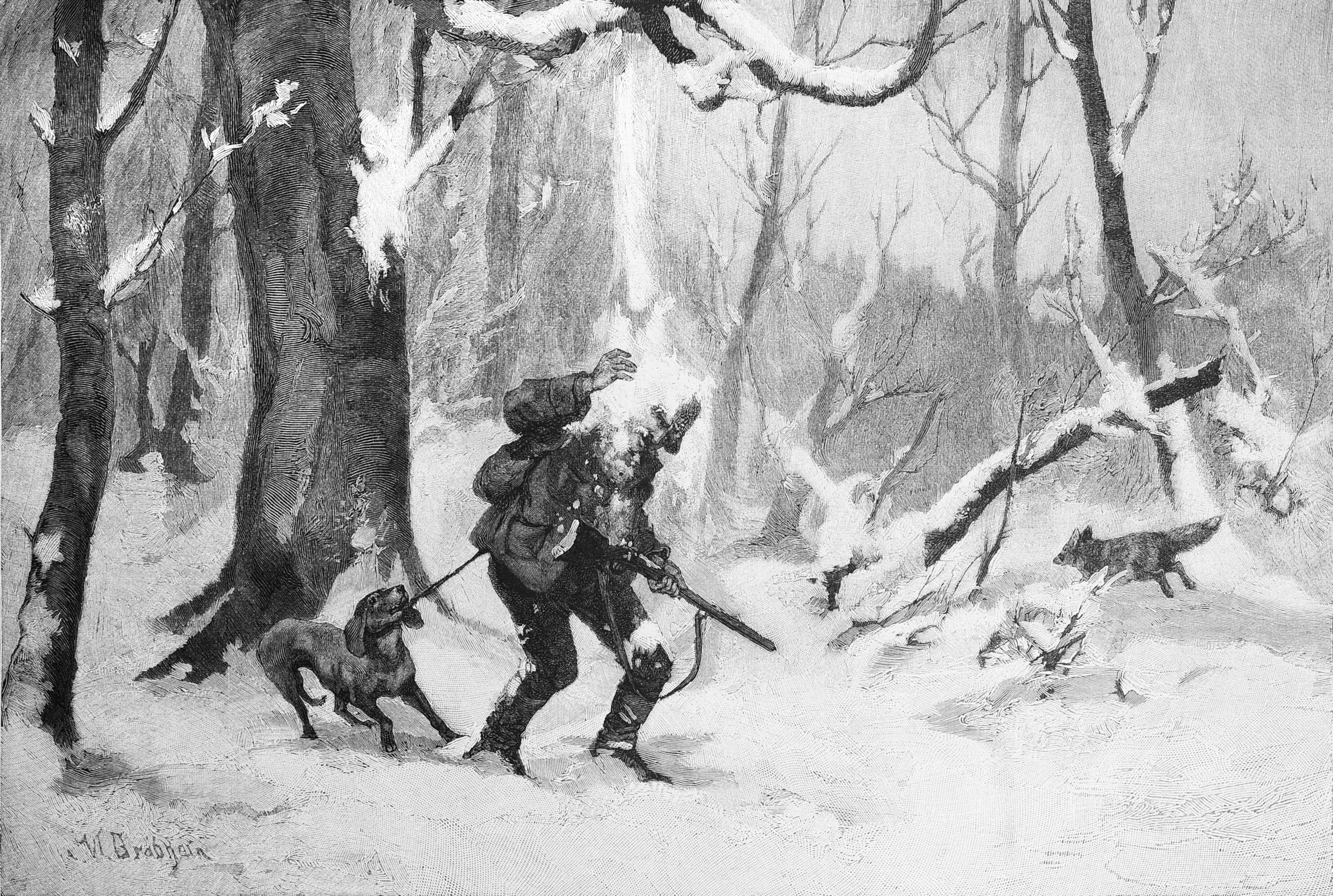
Jägerpech. In: Die Gartenlaube 1895

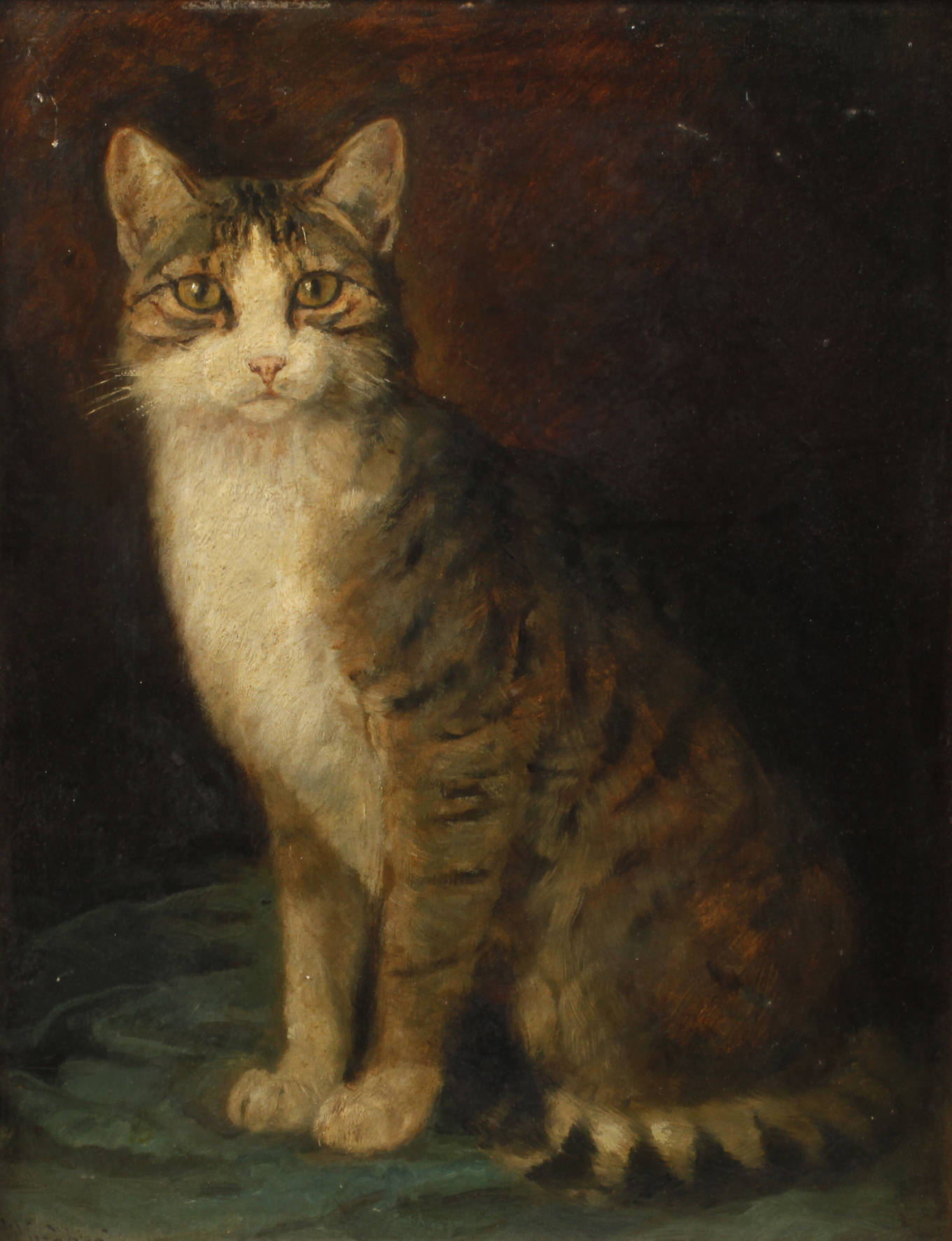
Katzenporträt

Wilhelm Gräbhein, (auch Graebhein, * 24. November 1859 in Bienstädt bei Gotha; † 24. November 1930 in München) war ein deutscher Maler und Grafiker.
Wilhelm Gräbhein, ein Neffe des Lithografen Wilhelm Gräbhein (1820–1895), erlernte das Lithografenhandwerk in Gotha. Von 1880 bis 1885 studierte er Malerei an der Königlichen Akademie der Künste München bei Ludwig von Löfftz und Alexander von Liezen-Mayer. Anschließend lebte er als freier Künstler in München.
Gräbhein war Mitglied im Reichsverband Bildender Künstler Deutschlands und in der Münchner Künstlergenossenschaft. Er nahm ab 1890 an den Ausstellungen im Münchner Glaspalast teil, illustrierte Bücher und lieferte Bilder für die Zeitschrift Die Gartenlaube.
Er malte hauptsächlich Jagdszenen und Landschaften.